# Прялов, Евгений Андреевич
Евге́ний Андре́евич Пря́лов (1927—2006) — передовик производства, токарь завода «Авангард» (Арзамас-16), Герой Социалистического Труда (1973).

## Биография
Родился 7 ноября 1927 года в д. Максимово Белозерского района Вологодской области.
В 1940 году окончил 4 класса, работал в колхозе. В 1944 году был призван в армию, служил в войсках МВД, с 1948 по 1955 год старшина в военизированной пожарной охране в г. Арзамас-16.
После увольнения в запас с 1955 года работал токарем на заводе «Авангард». Наивысший 7 разряд получил в 1967 году.
Выполнял наиболее сложные и ответственные работы при освоении и внедрении новых видов изделий.
В 1971 году за успешное выполнение задания пятилетнего плана награждён орденом Ленина. За выдающиеся трудовые успехи в 1973 г. присвоено звание Героя Социалистического Труда Указом Президиума Верховного Совета СССР (с грифом «не подлежит опубликованию») от 16 января 1974 года «за выдающиеся успехи в выполнении и перевыполнении планов 1973 года и принятых социалистических обязательств» с вручением ордена Ленина и золотой медали Серп и Молот.
Умер 12 июня 2006 года.